# Macedonië op het Eurovisiesongfestival 2017

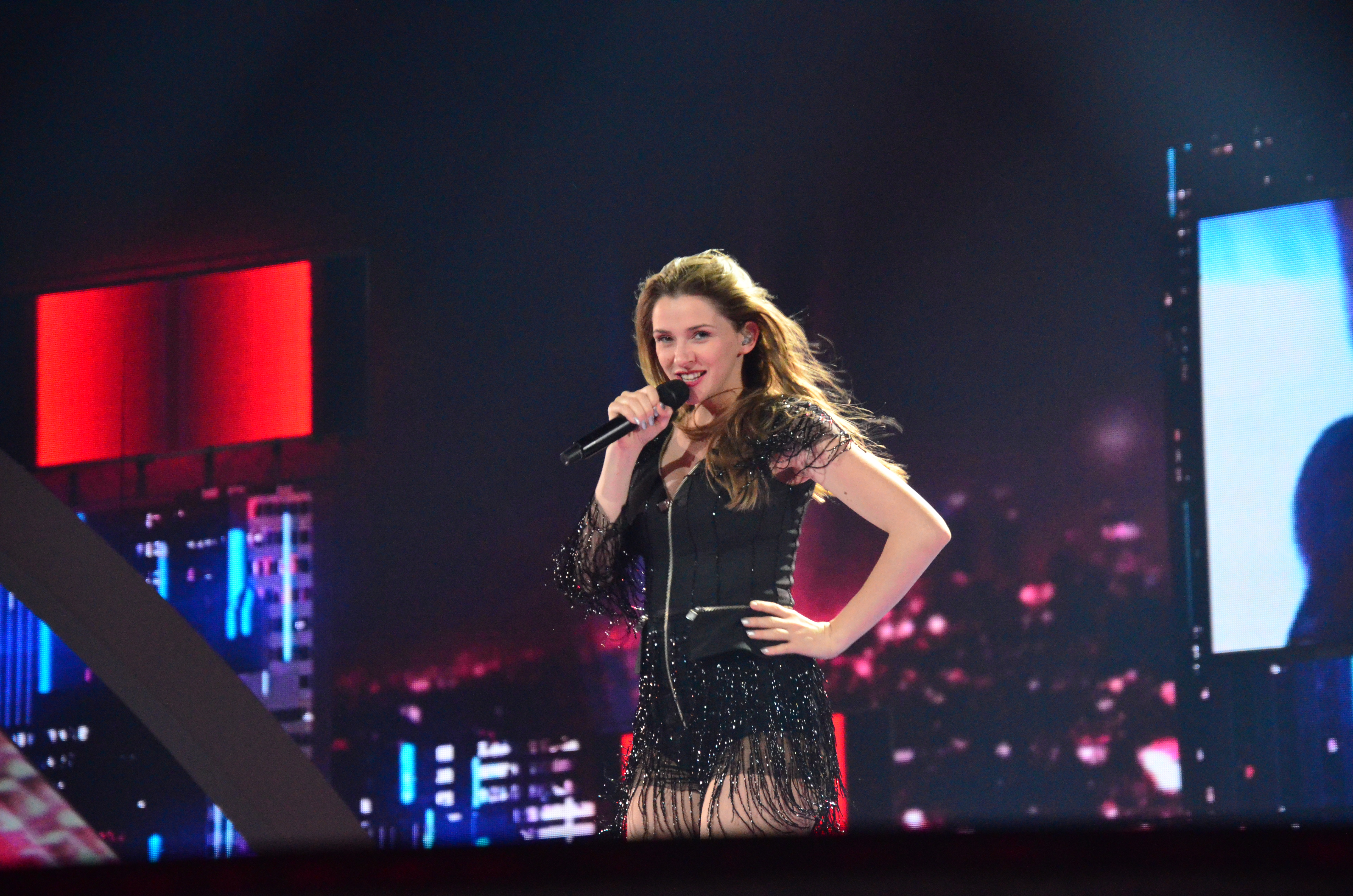
Jana Burčeska tijdens de repetities in Kiev.

Macedonië nam deel aan het Eurovisiesongfestival 2017 in Kiev, Oekraïne. Het was de 17de deelname van het land op het Eurovisiesongfestival. MRT was verantwoordelijk voor de Macedonische bijdrage.

## Selectieprocedure
Op 19 september 2016 gaf de Macedonische publieke omroep aan te zullen deelnemen aan het Eurovisiesongfestival 2017. Twee maanden later maakte MRT bekend dat het intern Jana Burčeska had aangeduid om Macedonië te vertegenwoordigen in Stockholm. Het nummer werd op 10 maart 2017 bekendgemaakt. De Macedonische bijdrage kreeg als titel Dance alone.

## In Kiev
Macedonië trad aan in de tweede halve finale, op 11 mei 2017, en behaalde daar een vijftiende plaats met 69 punten. Hiermee wist het land zich niet te plaatsen voor de finale.